# Lydella unguiculata
Lydella unguiculata là một loài ruồi trong họ Tachinidae.